# 체리 QQ 아이스크림
체리 QQ 아이스크림(영어: Chery QQ Ice Cream, 중국어 간체자: 奇瑞QQ冰淇淋, 병음: Qíruì QQ Bīngqílín)은 체리 자동차에서 2021년부터 생산 중인 3도어 해치백이다.